# Стівен Стіллз

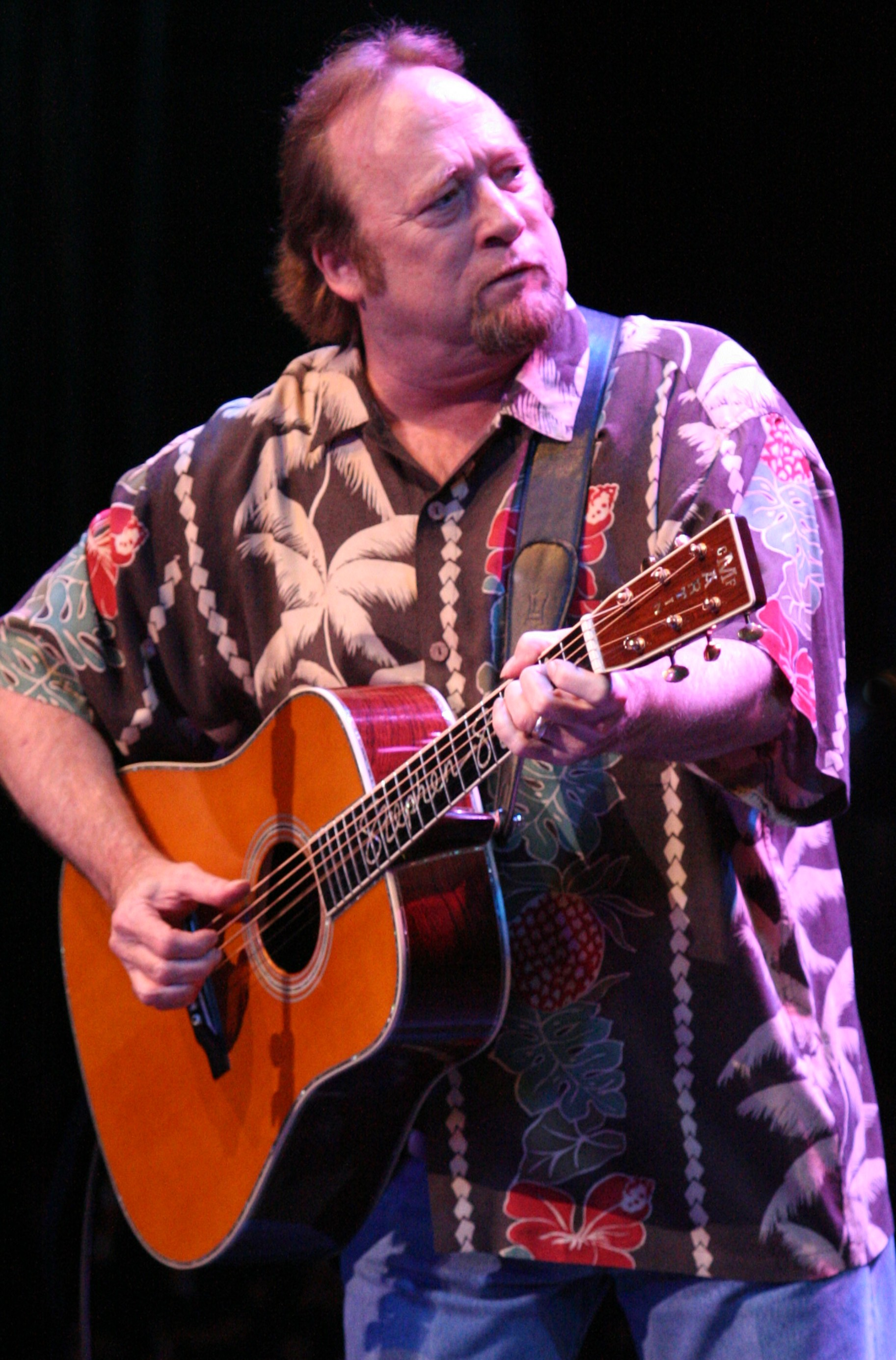
Стівен Стіллз

Стівен Стіллз (Stephen Stills; 3 січня 1945, Даллас, Техас, США) - вокаліст, гітарист, басист, композитор, автор текстів, продюсер.
Свою музичну кар'єру Стіллз розпочав під час навчання у флоридському університеті в аматорському гурті The Radars. Трохи пізніше він приєднався до нью-йоркської фолк-формації Au Go Go Singers. Проте популярність Стівен Стіллз здобув у другій половині 1960-х років як вокаліст та гітарист гурту Buffalo Springfield, a світову відомість принесла йому співпраця у формації Crosby, Stills & Nash (пізніше Crosby, Stills, Nash & Young).
Ще після розпаду Buffalo Springfield розчарований музикант 1968 року взяв участь у запису альбому "Super Session" поряд з Елом Купером та Майком Блумфілдом. Сольну кар'єру Стіллз розпочав під час частих періодів відпочинку тріо Crosby, Stills & Nash. Оселившись у Британії, у викупленій у Рінго Старра резиденції, Стівен зібрав музикантів, з якими 1970 року записав дебютний авторський альбом "Stephen Stills". Платівка піднялась до третього місця в американському чарті і користується попитом ще й сьогодні. Крім хіт-синглового твору "Love The One You're With" альбом "Stephen Stills" пропонував високого класу музичний еклектизм, презентуючи композиторський, інструментальний та вокальний талант музиканта. До речі, існують чутки, що під час запису твору "Black Queen" Стіллз був п'яний, мов чіп, однак це ніяк не зашкодило якості платівки. Чималими досягненнями були твори "Old Times Good Times" та "Go Back Home", зважаючи на те, що у запису першого брав участь Джимі Хендрікс, а другий продюсував Ерік Клептон.
Також вдалим виявився наступний лонг-плей "Stephen Stills II", презентуючи, наприклад, пронизливу композицію "Change Partners", збагачений звучанням духової секції твір "Bluebird" з репертуару Buffalo Springfield, а також блискучий, витриманий у нетиповому блюзовому темпі "Nothing To Do But Today". Певний час навіть здавалось, що сольні записи Стіллза затьмарюють успіх, здобутий разом з Крозбі, Нешем та Янгом. Два чергових альбоми, записаних цього разу з гуртом Manassas, підтвердили високий рівень музиканта, хоча він потрапляв у пастку абсолютного еклектизму.
Лонгплей "Stills", що з'явився 1975 року, був сміливою спробою вийти з глухого кута, але чергове видання - записаний вживу альбом "Illegal Stills" вразив своєю випадковістю. Повний занепад кар'єри Стіллза припадає на 1978 рік, після розлучення з французькою співачкою Веронікою Сансон. У витриманому в мазохістсько-ревнивому тоні альбомі "Thoroughfare Gap" на увагу заслуговував лише заголовний твір.
Стіллз надовго зник зі сцени і повернувся лише 1984 року, коли шеф фірми "Atlantic" Ахмет Ертеген погодився (не без опору) на видання альбому "Right By You". Хоча ненайкращої технічної якості платівка розчарувала старих прихильників Стіллза, все ж вона була найяснішою роботою музиканта з часів другого сольного альбому. На виданому синглом творі "Can't Let Go", що походив з цього альбому, Стіллз у дуеті з Леррі Фіннігеном знову продемонстрував свої вокальні можливості.
У 1980-х роках химерний музикант повертався до співпраці з Крозбі, Нешом та рідше з Янгом, а 1991 року за власний кошт видав акустичний альбом "Stills Alone". На цій ретроспективній, з охрипшим вокалом платівці можна було почути, наприклад, версії "In My Life" The Beatles та "Ballad Of Hollis Brown" Боба Ділана. 1992 року Стіллз знову заблищав як гітарист у відродженому Crosby, Stills & Nash, доводячи разом із старими партнерами, що справжній рок ніколи не старіє.

## Дискографія
- 1968: Super Session (разом з Елом Купером та Майком Блумфілдом)
- 1970: Stephen Stills
- 1971: Stephen Stills II
- 1972: Manassas (як Stephen Stills' Manassas)
- 1973: Manassas Down The Road (як Stephen Stills' Manassas)
- 1975: Stills
- 1975: Stephen Stills Live
- 1976: Illegal Stills
- 1976: Long May You Run (як Stills - Young Band)
- 1977: Still Stills - The Best Of Stephen Stills
- 1978: Thoroughfare Gap
- 1984: Right By You
- 1991: Stills Alone